# 青のキセキ
「青のキセキ」（あおのキセキ）は、能登麻美子の1枚目のシングル。2011年11月23日にGloryHeavenから発売された。

## 概要
表題曲「青のキセキ」とカップリングの「巡り来る日々」は、それぞれラジオ『能登麻美子・地球NOTE』のオープニングテーマとエンディングテーマに起用されている。
本作発表以前の2006年6月28日に「あしたの手」をリリースしているが、個人名義CDとしては自身初となる。尚販売形態はCD+DVDの仕様になっている。

## 収録曲
（全作詞：能登麻美子、作曲・編曲：伊藤真澄）
1. 青のキセキ [4:59]
ラジオ『能登麻美子・地球NOTE』オープニングテーマ
2. 巡り来る日々 [4:52]
ラジオ『能登麻美子・地球NOTE』エンディング主題歌
3. 青のキセキ（Instrumental）
4. 巡り来る日々（Instrumental）